# Bristol Hercules
Il Bristol Hercules era un motore radiale prodotto dalla Bristol Aeroplane Company a partire dal 1939. Il motore disponeva di 14 cilindri sistemati su una doppia stella.
Venne utilizzato su molti velivoli nel periodo centrale della seconda guerra mondiale. Fu il primo motore ad entrare in servizio con il sistema delle valvole a fodero.
Il primo Hercules fu disponibile nel 1939. La prima versione, Hercules I, forniva 1 280 hp (960 kW) che subito arrivarono ai 1 375 hp (1 025 kW) dell'Hercules II.
La versione principale di questo motore fu la IV che erogava 1 650 hp (1 230 kW). Nelle ultime versioni, la XVII, la potenza di questo motore raggiunse i 1 735 hp (1 294 kW). Il Bristol Hercules venne utilizzato su molti velivoli. Tra questi il caccia pesante Bristol Beaufighter, sui quadrimotori da bombardamento Short Stirling e Avro 683 Lancaster (solo sulla versione Mk. II), sulle ultime versioni dell'Handley Page Halifax e sul bimotore da bombardamento Vickers Wellington. A guerra finita il motore fu installato sull'Avro York, sul Bristol Freighter, sull'idrovolante Short Solent e sui velivoli prodotti dalla Handley Page, l'Hermes e Hastings.
L'Hercules era molto affidabile, amato da piloti e meccanici. Su licenza, in Francia la Snecma lo utilizzò sul velivolo Nord Noratlas.

## Velivoli utilizzatori
Francia
- Nord Noratlas (prodotto su licenza dalla Snecma)

 Regno Unito
- Armstrong Whitworth AW.41 Albemarle
- Avro Lancaster Mk.II
- Bristol Beaufighter
- Bristol Freighter
- Handley Page Halifax
- Handley Page Hastings
- Handley Page Hermes
- Saunders-Roe A.36 Lerwick
- Short S.26
- Short Seaford
- Short Solent
- Short Stirling
- Vickers Valetta
- Vickers Varsity
- Vickers VC.1 Viking
- Vickers Wellington